# Amegilla simbana
Amegilla simbana är en biart som först beskrevs av Cockerell 1936.  Amegilla simbana ingår i släktet Amegilla och familjen långtungebin. Inga underarter finns listade i Catalogue of Life.